# 張傑 (光緒進士)
張傑，贵州清鎮人，清政治人物、進士出身。
光緒二十四年（1898年）戊戌科進士，二甲一百二十三名，同年五月，以主事分部学习，官刑部主事。